# Les Voirons
Pour les articles homonymes, voir Voiron (homonymie).
Les Voirons sont une montagne appartenant au massif du Chablais. Elle est située dans le département de la Haute-Savoie à une dizaine de kilomètres à l'est d'Annemasse (France) et de Genève (Suisse).

## Toponymie
Le nom Voirons dérive des termes germaniques ou celtiques Ewoeron, Evoeron ou Ewèrô dont il pourrait être une erreur de transmission. La racine Eva que l'on retrouve aussi dans le nom de la ville d'Évian fait référence à la présence d'eau dans une montagne. Le terme Voirons proviendrait de la conjugaison du terme patois Évoué (eau) et du suffixe latin -onem qui est un diminutif associé à des noms propres. Littéralement, le nom Voirons peut donc être traduit par « montagne des eaux ». Cette richesse en eau fut par ailleurs reconnue très tôt puisque des Romains acheminèrent l'eau source des environs de Lucinges à Genève par aqueduc.
Selon une autre hypothèse, ce serait un nom celte composé sur la racine uer « sur, supérieur » avec la dérivation de location -on. Cela donne quelque chose comme le « domaine du très haut ». Dans les religions, il est courant de donner aux dieux des surnoms tels que « le très haut, le tout puissant, le grand ». Des noms de ce type désignent de nombreux sommets dans les Alpes sous différentes formes : Warens, pointe des Verres, Varan, Véran, etc.
Plus folkloriquement, le terme Voirons pourrait faire référence au fait que depuis la crête des Voirons, il est possible d'observer un panorama s'étendant sur le Chablais (nord-est et sud-est), le Faucigny (sud-ouest) et le Genevois (nord-ouest), et donc de « voir rond ».

## Géographie

### Localisation
Les Voirons constituent la partie occidentale de la bordure externe du massif du Chablais. Elle délimite le versant occidental de la vallée verte et la sépare du bassin genevois. Elle marque ainsi la limite entre Annemasse - Les Voirons Agglomération (ouest) et de la communauté de communes de la Vallée Verte (est).

### Topographie
La montagne présente une morphologie en croissant orienté sud-est/nord-est. Ses flancs sont asymétriques. Le flanc occidental est organisé plus ou moins en terrasses. Il présente une forte urbanisation à ses pieds représentée, du nord au sud, par les communes de Bons-en-Chablais, Machilly, Saint-Cergues et Lucinges. Le flanc oriental est plus sauvage mais aussi plus abrupt. La partie supérieure est marquée par un replat qui aboutit à une crête secondaire. Ce versant est dominé par la forêt et traversé par quatre principaux cours d'eau, affluents de la Menoge, et qui sont respectivement du nord au sud : le torrent de Rafort, le Nant de Manant, le torrent de Curseilles et le torrent de la Molertaz.
Sa crête relie les trois sommets des Voirons : le signal des Voirons (1 480 m), la pointe de Brantaz (1 457 m) et le Pralère (1 406 m). Elle est traversée par un des segments du sentier de grande randonnée des Balcons du Léman. Les Voirons sont délimités vers le nord-est par le col de Saxel (D 20) au nord tandis que l'extrémité sud-est constitue le verrou sud de la vallée Verte au-dessus de Fillinges. La majeure partie des Voirons est recouverte par une forêt mixte (feuillus-conifère) qui lui confère une teinte verte nuancée.

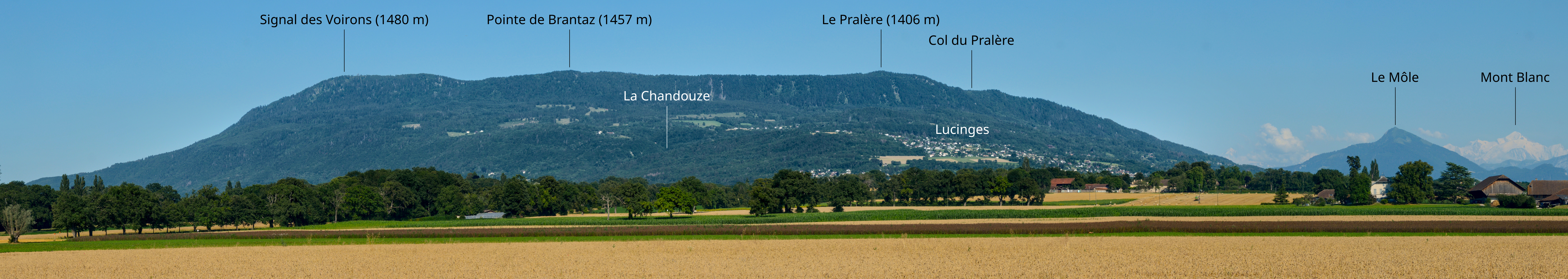
Panorama annoté des Voirons depuis la route de Jussy (Suisse).

### Géologie
Les Voirons sont formés du charriage de la nappe des Voirons sur des écailles tectoniques frontales et un mélange infrapréalpin. La géométrie proche d'une configuration monoclinale tendrait à décrire les Voirons comme équivalant à une cuesta. C'est par ailleurs le principal affleurement de la nappe des Voirons dans le massif du Chablais.

#### Nappe des Voirons
La nappe des Voirons représente l'essentiel du volume des Voirons. Elle comprend aussi plusieurs reliefs mineurs périphériques comme le mont de Vouan, les collines de Ludran, la Tête de Char et les collines d'Allinges, et s'étend jusqu'à Saint-Gingolph côté suisse. À l'instar des autres unités constituant le « complexe Voirons-Wägital », c'est une série détritique siliciclastique, déposée par des courants de densité (turbidites s.l.) en milieu marin profond (flysch des Voirons), dans un contexte de fermeture de la Téthys alpine,. Après avoir été décrite comme piémontaise, la nappe des Voirons est depuis affilié au domaine valaisan. Les roches du flysch des Voirons sont datées de l'Éocène par datation des foraminifères planctoniques. Les bancs présentent une inclinaison orientée sud-est ce qui explique la présence de falaise sur le flanc occidental tandis que le flanc oriental est en pente structurale.
Au Voirons, le flysch des Voirons est surtout représenté par le grès des Voirons qui compose la moitié supérieure du flanc sud-est, la crête ainsi que la moitié supérieure du versant nord-ouest. Il est composé d'une alternance de bancs de grès d'épaisseur centimétrique à métrique et d'interbancs marneux d'une épaisseur excédant rarement la dizaine de centimètres. Le Grès des Voirons représente des dépôts proximaux (chenal) à distaux (lobes) de courants de densité. La crête des Voirons est caractérisée par la présence ponctuelle de conglomérats à microconglomérat décrivant des lentilles isolées (membre du Signal). Ils se distinguent par la présence régulière de granite rose. Plusieurs carrières ont exploité les grès. Elles incluent le long de la D20 : la carrière de Bois Genoud (ou carrière de Bons), les carrières inférieures et supérieures de Saxel ainsi que la carrière Achard (ou carrière de Fillinges) le long de la D907. Les grès furent exploités pour le pavage des routes, les trottoirs ainsi que le bâtiment comme on peut l'observer dans les ruines du chalet des Foges sur la D235 (Fessy).
Le flanc sud-est correspond à la pente structurale du flysch des Voirons. Le Grès des Voirons affleurant sur la moitié supérieure cède la place au conglomérat du Vouan dans sa moitié inférieure. Cette formation est surtout représentée par le mont Vouan. Il s'agit d'une accumulation de bancs de grès grossiers à conglomératiques massifs et plurimétriques. Elle est quasiment dépourvue d'intervalles marneux et décrit des dépôts proximaux de courants de densité (chenal). Elle a été exploitée dans des carrières de meules ou meulières qui sont parmi les plus importantes des Alpes. Dans les Voirons, les meulières de Saint-André-de-Boëge représentent la carrière principale.

#### Écailles tectoniques
Le charriage des nappes du massif du Chablais a favorisé le raclage des séries sédimentaires sous-jacentes sous la forme d'écailles tectoniques, ou lambeaux de poussé. On distingue deux unités de haut en bas : le flysch subalpin et la molasse charriée (ou molasse subalpine), correspondant respectivement au domaine helvétique et au bassin d'Avant-Pays nord-alpin.
Le flysch subalpin dérive du grès du val d'Illiez qui affleure au sud des Préalpes du Chablais dans la zone des Cols. Cette unité s'est déposée dans des conditions similaires au flysch des Voirons mais se distingue par son âge oligocène, son origine paléogéographique liée au domaine à la marge européenne et par la présence récurrente de fragments volcaniques qui lui confèrent parfois une teinte verdâtre. La molasse charriée est un lambeau de molasse d'eau douce supérieure (OSM). Il s'agit de dépôts continentaux fluviatiles d'âge miocène.
Enfin le mélange infrapréalpin, précédemment décrit comme wildflysch, sépare les écailles tectoniques de la nappe du Gurnigel. Il s'agit d'une unité chaotique résultant du démantèlement par frottement des différentes unités géologiques entre elles lors du charriage des nappes. Par définition, un mélange se caractérise par la présence de fragments d'unité géologique (ou lentille) de taille parfois kilométrique et emballée dans une matrice argileuse ou de flysch remanié. De par leur taille, ces lentilles sont cartographiables et ont été recensées sur la feuille d'Annemasse de la carte géologique de France.
Le flysch subalpin, la molasse charriée et le mélange infrapréalpin constituent la moitié inférieure du flanc est des Voirons. Elle se caractérise par des reliefs tendres et parfois bosselés pour le mélange soulignant la présence des lentilles. Ces unités se distinguent ainsi très nettement, sur une carte topographique, du flysch des Voirons qui constitue des falaises de plusieurs mètres mais dissimulées par la couverture forestière. Elles sont aujourd'hui occupées par les communes de Lucinges, Saint-Cergues et Machilly. La tour de Langin repose sur une écaille de flysch subalpin.

## Histoire

### Époque romaine
Les Romains privilégiaient les sources d’eau douce aux eaux des fleuves et des lacs pour alimenter les villes en eau potable. Ainsi les Romains édifièrent un aqueduc depuis le hameau des Fontaines à Cranves-Sales pour alimenter le vicus de Genua (aujourd'hui Genève). L'aqueduc, d'une longueur estimée à onze kilomètres, alternait circulation aérienne et souterraine,,,,,,,. C'est notamment à Thônex que fut extrait un tronçon de l'aqueduc souterrain lors des travaux rue de Genève et aujourd'hui exposé place Graveson,.

### Moyen Âge

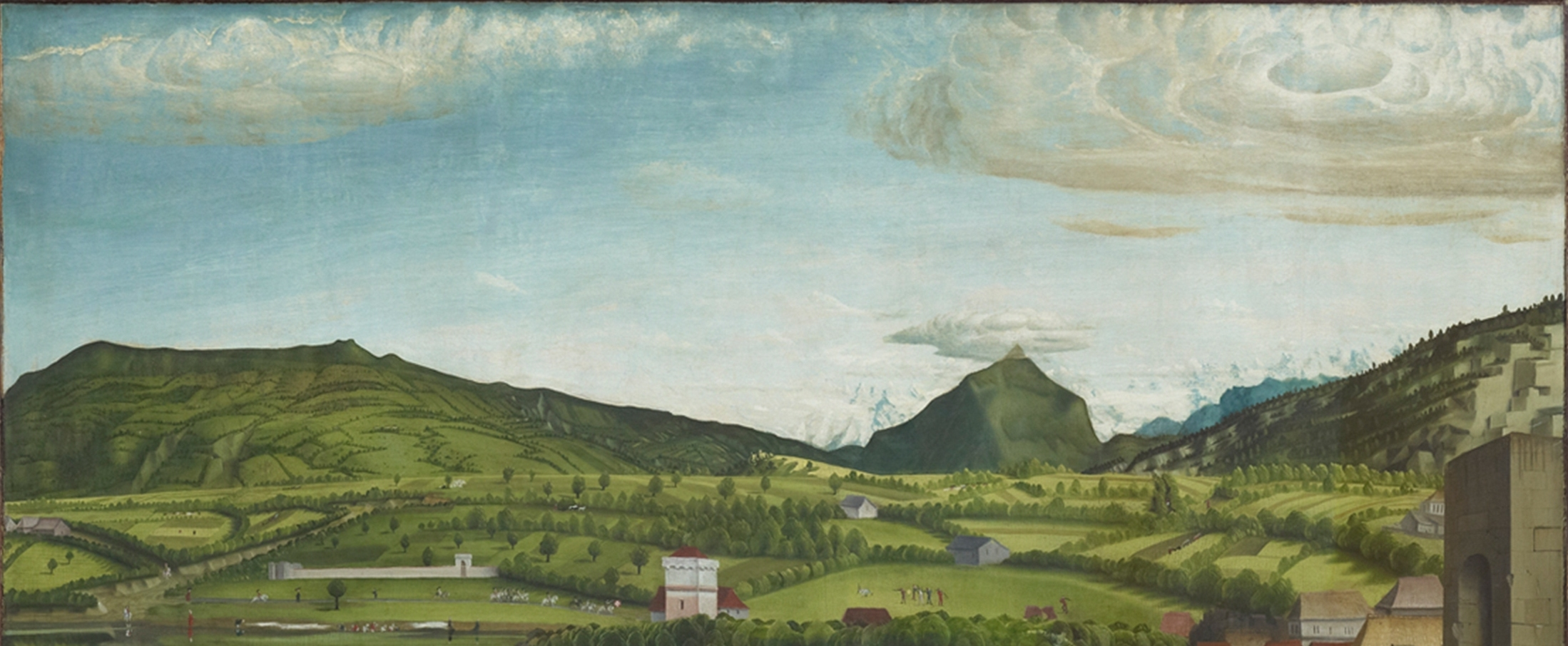
Les Voirons sont visibles dans La Pêche miraculeuse peinte par Konrad Witz en 1444.

Les Voirons sont un ancien lieu de culte païen comme en témoigne encore la présence d'une pierre à sacrifice au-dessus des ruines du château de Rocafort. Au Ve siècle, Domitien, évêque de Genève, ordonne la destruction de vestiges d'un temple gallo-romain.
Le château de Rocafort, sur l'actuelle commune de Boëge, est construit à la fin du XIe siècle sur un piton rocheux du piémont oriental des Voirons. Destiné à protéger le comté de Savoie, il est assiégé et pillé au XIIIe siècle, pour finalement être abandonné au cours du siècle suivant,.
En 1451, le seigneur Louis de Langin fonde la chapelle Notre-Dame-des-Voirons, à l'extrémité septentrionale de la montagne, à 1 371 mètres d'altitude ; un ermitage permettant d'abriter quelques moines s'installe cinq ans plus tard. Celui-ci prospère jusqu'à l'invasion des huguenots bernois qui l'incendient en 1536. La chapelle et l'ermitage sont reconstruits entre 1595 et 1620 par saint François de Sales, occupés par les dominicains, mais de nouveau incendiés en 1768 puis saccagés à la Révolution française. La chapelle, rebâtie en 1894, abrite une vierge noire.
La construction de la chapelle Notre-Dame du Sacré-Cœur, sur l'actuelle commune de Saint-André-de-Boëge, s'achève en 1878 vers 1 170 mètres d'altitude sur le flanc sud-est de la montagne au lieu-dit du Planet. L'année précédente avait été érigé, à 1 103 mètres d'altitude à l'extrémité méridionale de la montagne, l'oratoire de Notre-Dame du Pralère, destiné à conjurer la grêle et les tempêtes. La légende dit qu'une pucelle se serait précipitée dans le vide non loin de là pour échapper aux assiduités du fauconnier du sire de Boëge. La paroi de 100 mètres de dénivelé est un ancien site d’escalade franchi par le futur pape Pie XI lors d'un séjour au monastère.
L'actuel monastère de Notre-Dame de la Gloire-Dieu, qui occupe un ancien ermitage vers 1 360 mètres d'altitude, appartient depuis 1967 à la famille monastique de Bethléem, de l'Assomption de la Vierge et de saint Bruno. Il abrite des moniales catholiques. Le monastère de la Transfiguration, occupé par des hommes, s'est développé à partir de 1978 vers 1 435 mètres d'altitude.

## Activités

### Sylviculture
La gestion de la production forestière, qui concerne 57 % de ce territoire, est centrée principalement sur l'épicéa. Les Voirons s'étendent sur les communes de Saint-André-de-Boëge, Fillinges, Bonne, Lucinges, Cranves-Sales, Saint-Cergues, Bons-en-Chablais, Machilly, Saxel et Boëge.

### Spéléologie

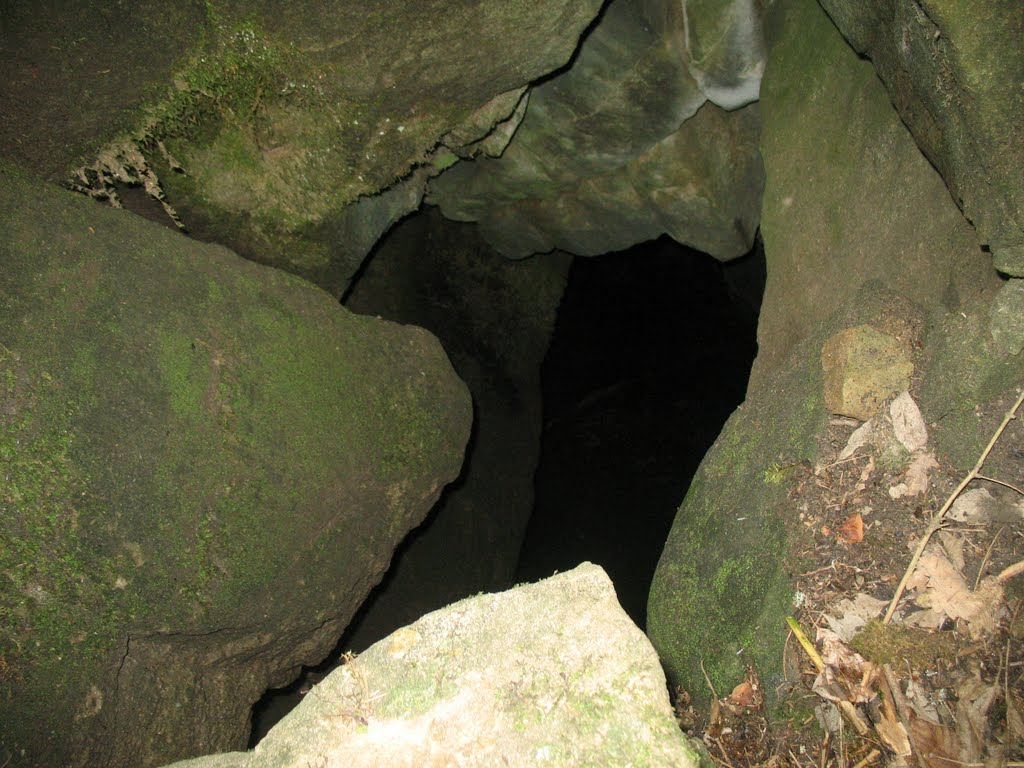
Vue de l'entrée du Kro d'Éwerõ (gouffre à Partoi).

Le gouffre à Partoi, dit Kro d'Éwerõ, se trouve à 1 300 mètres d'altitude sur le flanc nord-ouest des Voirons, sur le territoire de la commune de Saint-Cergues. Les grottes sont rares dans cette montagne. Ce gouffre a la particularité de posséder deux entrées, plus accessible vers le nord car très étroite et plus profonde au sud. Cette petite caverne mesure 40 mètres de long. La pratique de la spéléologie y est réservée aux professionnels ou pratiquants expérimentés.

### Protection environnementale
Le massif des Voirons est considéré comme un habitat majeur pour le lynx. 925 hectares centrés autour de la crête sont classés Natura 2000 par arrêté du 17 octobre 2008.